# C - The Will of the Child
C - The Will of the Child (C【si:】?) è un manga del 2003 realizzato da Yūkō Osada. L'opera è stata pubblicata in Giappone in due volumi per conto della casa editrice Shōnen Gahōsha. Un adattamento italiano è stato edito dalla Star Comics in un'edizione in due volumi, pubblicati rispettivamente il 9 luglio e il 13 settembre 2007.

## Trama
La giornalista Kaori Ebisu viene inviata nell'ex-capitale Toma per un servizio sul degrado della città; qui si imbatterà in tre bambini, Tai, Kame e Tsuru, e in qualcosa di molto più grande e pericoloso di un semplice stato di povertà.